# Santa Lucía Cotzumalguapa
Santa Lucía Cotzumalguapa, Cotzumalguapa – miasto w Gwatemali, w departamencie Escuintla. Leży około 30 km na zachód od stolicy departamentu miasta Escuintla, u podnóża wulkanu Acatenango. Według danych szacunkowych w 2012 roku liczba ludności miasta wyniosła 111 754 mieszkańców. Przemysł spożywczy.
Miasto jest siedzibą władz gminy o tej samej nazwie, która w 2012 roku liczyła 129 340 mieszkańców. Gmina, jak na warunki Gwatemali, jest średniej wielkości, a jej powierzchnia obejmuje 432 km².